# Resendea paraguayensis
Resendea paraguayensis är en svampart som beskrevs av Bat. 1961. Resendea paraguayensis ingår i släktet Resendea och familjen Microthyriaceae.   Inga underarter finns listade i Catalogue of Life.